# Summer (canção)
"Summer" é uma canção do DJ escocês Calvin Harris, gravada para o seu quarto álbum de estúdio Motion. O seu lançamento como primeiro single do projeto ocorreu em 14 de março de 2014.

## Antecedentes
Em 11 de março de 2014, Harris divulgou 15 segundos da canção no Instagram até 14 de março, quando foi lançado digitalmente em determinados locais, fazendo sua estréia na rádio Capital FM.

## Lista de faixas
- Single digital[4]

1. "Summer" – 3:44

## Paradas e posições
| País/Parada (2014)                              | Melhor posição |
| ----------------------------------------------- | -------------- |
| Austrália (ARIA Charts)                         | 8              |
| Austrália (Top 20 Dance Tracks)                 | 5              |
| Bélgica (Ultratop 50 Flanders)                  | 49             |
| Bélgica (Ultratop 40 Valônia)                   | 7              |
| Brasil (Brasil Hot 100 Airplay)                 | 35             |
| Canadá (Canadian Hot 100)                       | 26             |
| Croácia (Croatian Airplay Radio Chart)          | 75             |
| Dinamarca (Hitlisten)                           | 24             |
| Espanha (PROMUSICAE)                            | 43             |
| Estados Unidos (Dance/Electronic Songs)         | 8              |
| Estados Unidos (Dance/Electronic Digital Songs) | 5              |
| Estados Unidos (Digital Songs)                  | 27             |
| Estados Unidos (Hot 100)                        | 7              |
| Estados Unidos (Pop Songs)                      | 36             |
| Finlândia (Suomen virallinen lista)             | 1              |
| França (SNEP)                                   | 57             |
| Hungria (Single Top 20)                         | 9              |
| Noruega (VG-lista)                              | 6              |
| Nova Zelândia (Recorded Music NZ)               | 26             |
| Países Baixos (MegaCharts)                      | 26             |
| Polónia (Dance Top 50)                          | 24             |
| Portugal (Portugal Digital Songs)               | 8              |
| Reino Unido (UK Singles Chart)                  | 1              |
| Reino Unido (UK Dance Singles Chart)            | 1              |
| Suécia (Sverigetopplistan)                      | 4              |
| Suíça (Schweizer Hitparade)                     | 4              |

## Histórico de lançamento
| País           | Data                | Formato(s)             | Gravadora                         |
| -------------- | ------------------- | ---------------------- | --------------------------------- |
| Austrália      | 14 de março de 2014 | Download digital       | Sony Music                        |
| Nova Zelândia  | 14 de março de 2014 | Download digital       | Sony Music                        |
| Estados Unidos | 18 de março de 2014 | Download digital       | Columbia                          |
| Reino Unido    | 24 de março de 2014 | Contemporary hit radio | Deconstruction, Fly Eye, Columbia |
| Estados Unidos | 25 de março de 2014 | Contemporary hit radio | Columbia                          |
| Alemanha       | 25 de abril de 2014 | Download digital       | Sony Music                        |
| Irlanda        | 25 de abril de 2014 | Download digital       | Deconstruction, Fly Eye, Columbia |
| Reino Unido    | 27 de abril de 2014 | Download digital       | Deconstruction, Fly Eye, Columbia |